# 耿睿锡
耿睿锡，河南虞城人，是一名清朝政治人物。
耿睿锡曾于1770年接替韩运鸿任金山县知县一职，1770年由杨延辉接任。